# Liste der Wappen im Landkreis Cloppenburg
Diese Liste zeigt die Wappen der Gemeinden und vormals selbständigen Gemeinden im Landkreis Cloppenburg in Niedersachsen.

## Landkreis Cloppenburg
| Landkreis   | Wappen                             | Kommentare |
| ----------- | ---------------------------------- | --- |
| Cloppenburg | Wappen des Landkreises Cloppenburg | Im alten Amt Cloppenburg bis 1838 als Siegel gebräuchlich, erneut vom Kreistag angenommen am 10. Juli 1958 und genehmigt durch den Niedersächsischen Minister des Innern am 3. September 1959: „Geviert; 1 in Gold zwei rote Balken; 2 in Blau ein goldenes Nagelspitzkreuz; 3 in Silber drei, zwei zu eins gestellte rote Seeblätter; 4 in Gold ein roter Balken.“ |

## Städte und Gemeinden
| Stadt oder Gemeinde          | Wappen | Kommentare |
| ---------------------------- | ------ | --- |
| Gemeinde Barßel              |        | Angenommen durch den Rat der Gemeinde am 29. September 1978: „Das Wappen der Gemeinde Barßel zeigt auf blauem Wasser und vor rotem Hintergrund ein Segelschiff mit gelbem Rumpf und gelbem Segel mit blauem Wimpel.“ |
| Gemeinde Bösel               |        | Genehmigt 1969: „Das Wappen zeigt unter goldenem Schildhaupt, darin drei (perspektivisch gezeichnete) rote Ziegelsteine 2:1, in Rot zwei gekreuzte goldene Torfspaten.“ |
| Gemeinde Cappeln (Oldenburg) |        | Genehmigt durch den Präsidenten des Verwaltungsbezirks Oldenburg am 27. August 1969: Das Wappen der Gemeinde Cappeln (Oldenburg) zeigt: „In Gold einen schwarzen, rot gezäumten Pferdekopf“. |
| Kreisstadt Cloppenburg       |        | Verliehen durch den Münsterer Bischof Heinrich II. von Moers 1435; mit geändertem roten statt schwarzen Balken genehmigt 1935: „In Gold eine roter Balken, darüber wachsend der hl. Petrus mit rotem Mantel und silbernem Untergewand, der mit der Rechten ein silbernes Schwert, mit der Linken ein aufgeschlagenes silbernes Buch hält; vom oberen Schildrand abhängend drei Lätze eines blauen Turnierkragens.“ |
| Gemeinde Emstek              |        | Genehmigt durch den Präsidenten des Verwaltungsbezirks Oldenburg am 27. August 1969: „In Rot eine silberne Burg mit blauem Spitzdach auf dem Turm, beiderseits begleitet von je einem goldenen Baum; aus dem offenen Tor hängt an goldener Schnur eine goldene Kapsel.“ |
| Gemeinde Essen (Oldenburg)   |        | Genehmigt durch den Präsidenten des Verwaltungsbezirks Oldenburg am 15. Juli 1969: „Das Wappen der Gemeinde Essen/Oldb. zeigt ein Wappenschild von rot und silber geteilt, oben ein goldener, sechsstrahliger Stern, unten ein rotes Seeblatt.“ |
| Stadt Friesoythe             |        | Genehmigt 1958: „Im Silber ein roter Stadtturm mit offenem Tor, dreistufigem Treppengiebel und Schießscharten; in den Oberecken je ein rotes Seeblatt.“ |
| Gemeinde Garrel              |        | Genehmigt durch den Präsidenten des Verwaltungsbezirks Oldenburg am 31. Oktober 1969: „In Gold ein stehender Schäfer mit blauem Mantel, rotem Untergewand, breitkrempigem schwarzen Hut und schrägem schwarzem Hirtenstab, den er mit der Rechten hält.“ |
| Gemeinde Lastrup             |        | Genehmigt durch den Präsidenten des Verwaltungsbezirks Oldenburg am 31. Oktober 1969: „In Blau ein aufrechtes silbernes Schwert, begleitet von zwei Schilden; rechts in Silber drei, zwei zu eins gestellte rote Seeblätter, links in Gold zwei rote Balken.“ |
| Gemeinde Lindern (Oldenburg) |        | Verliehen vom Niedersächsischen Minister des Innern mit Erlaß vom 7. September 1953: „In Silber ein grüner Lindenbaum mit fünf Zweigen. Seine silbernen Wurzeln liegen in einem grünen Schildfuß. Vor der Baumkrone der altoldenburgische Grafenschild (golden mit zwei roten Balken).“ |
| Stadt Löningen               |        | Genehmigt durch den Präsidenten des Verwaltungsbezirks Oldenburg 1969: „In Gold ein mit Gitter damaszierter roter Balken.“ |
| Gemeinde Molbergen           |        | Genehmigt durch den Präsidenten des Verwaltungsbezirks Oldenburg am 7. August 1969: „In Silber zwei schwarze Querbalken, aus deren oberem ein roter Löwe hervorwächst, unten über dem Balken ein grüner heraldischer Dreiberg.“ |
| Gemeinde Saterland           |        | Wappenführung geht zurück auf ein Siegel um 1400: „Es zeigt in Rot auf einem goldenen Thronsessel eine sitzende, jugendlich gelockte Königsfigur (Karolus Rex) in blauem Gewand mit goldenem Saum, goldenem Überwurf und goldenen Schuhen, in der Linken ein goldenes Zepter, in der erhobenen Rechten ein goldener Reichsapfel. An den Thron gelehnt ist der Reichsschild, ein schwarzer Doppeladler in Gold.“    |

## Ortsteile und historische Wappen

### GemeindeBarßel
| Ort                  | Wappen | Kommentare |
| -------------------- | ------ | --- |
| Ortsteil Harkebrügge |        | Angenommen durch den Harkebrügger Aktivkreis ????: Eine heraldische Beschreibung entfällt, da das Wappenzeichen mit dem Junker Harke vor einer Brücke, das der Harkebrügger Aktivkreis e. V. für die Dorfgemeinschaft angenommen hat, nicht heraldischen Grundsätzen entspricht. |

### StadtFriesoythe
Zum 1. März 1974 wurde die Stadt Friesoythe mit den Gemeinden Altenoythe, Markhausen, und Neuscharrel aus dem Landkreis Cloppenburg sowie Gehlenberg und Neuvrees aus dem Landkreis Aschendorf-Hümmling zur neugebildeten Stadt Friesoythe zusammengeschlossen.
| Ort                      | Wappen | Kommentare |
| ------------------------ | ------ | --- |
| Gemeinde Altenoythe      |        | Genehmigt durch den Niedersächsischen Minister des Innern am 19. August 1954: „In Gold unter einem schwebenden blauen fünflatzigen Turnierbogen im Schildhaupt zwei rote Rosen; in der unteren Schildhälfte eine blaue Rossbremse mit roten Schwingen und roter Schnur.“ |
| Gemeinde Markhausen/Oldb |        | Genehmigt durch den Niedersächsischen Minister des Innern am 27. Februar 1953: „In Gold unter einem blauen Wellenbalken im Schildhaupt eine gebogene rote Hirschstange mit sechs Enden und kleeblattartigen Ansatz.“                                                     |
| Gemeinde Neuscharrel     |        | Genehmigt durch den Präsidenten des Verwaltungsbezirks Oldenburg am 8. Dezember 1969: „In Gold eine erhöhte blaue Wellendeichsel; aus dem Schildfuß wachsend drei schwarze Rohrkolben mit grünen Blättern.“                                                              |

### GemeindeMolbergen

Ortsteil Peheim der Gemeinde Molbergen

### GemeindeSaterland
Zum 1. März 1974 wurden die Gemeinden Ramsloh, Scharrel und Strücklingen zur neugebildeten Gemeinde Saterland zusammengeschlossen.
| Ort                   | Wappen | Kommentare |
| --------------------- | ------ | --- |
| Gemeinde Ramsloh      |        | Genehmigt durch den Niedersächsischen Minister des Innern am 16. September 1954: „In Rot auf einem goldenen, mit einem schwarzkarierten Kissen bedeckten Thronsessel eine sitzende, jugendlich gelockte Königsfigur (Karolus Rex) in goldenen Gewand, goldenem Überwurf mit blauem Verschluss und goldenen Schuhen mit blauen Beschlägen; in der linken Hand ein goldenes Lilienzepter, in der erhobenen Rechten ein goldener Reichsapfel; über diesen schwebend im rechten Obereck, ein kleiner goldener Schild, darin ein schwarzer Doppeladler in Gold.“ |
| Gemeinde Scharrel     |        | Genehmigt durch den Niedersächsischen Minister des Innern am 2. Juni 1955: „In Rot auf einem goldenen Thronsessel eine sitzende, jugendlich gelockte Königsfigur (Karolus Rex) in blauem Gewand mit goldenem Saum, goldenem Überwurf mit rotem Verschluss und goldenen Schuhen mit blauen Beschlägen; in der linken Hand ein goldenes Lilienzepter, in der erhobenen Rechten ein goldener Reichsapfel.“ |
| Gemeinde Strücklingen |        | Genehmigt durch den Niedersächsischen Minister des Innern am 16. September 1954: „In Rot auf einem goldenen, mit einem schwarzkarierten Kissen bedeckten Thronsessel eine sitzende, jugendlich gelockte Königsfigur (Karolus Rex) in goldenen Gewand, goldenem Überwurf mit blauem Verschluss und blauen Schuhen mit roten Beschlägen; in der linken Hand ein goldenes Lilienzepter, in der erhobenen Rechten ein goldener Reichsapfel; unter dem rechten Unterarm ein kleiner goldener Schild, darin ein schwarzer Doppeladler in Gold.“                   |